# Neolasioptera baccharicola
Neolasioptera baccharicola är en tvåvingeart som beskrevs av Gagne 1971. Neolasioptera baccharicola ingår i släktet Neolasioptera och familjen gallmyggor.
Artens utbredningsområde är Virginia. Inga underarter finns listade i Catalogue of Life.